# Bundesautobahn 5
La Bundesautobahn 5, abreviada com BAB 5 (dita igualment Autobahn 5, A 5 o HaFraBa), és una autopista federal que va des de la trifurcació de Hattenbach (Hessen) fins a Weil am Rhein a la frontera entre Alemanya i Suïssa a Basilea.

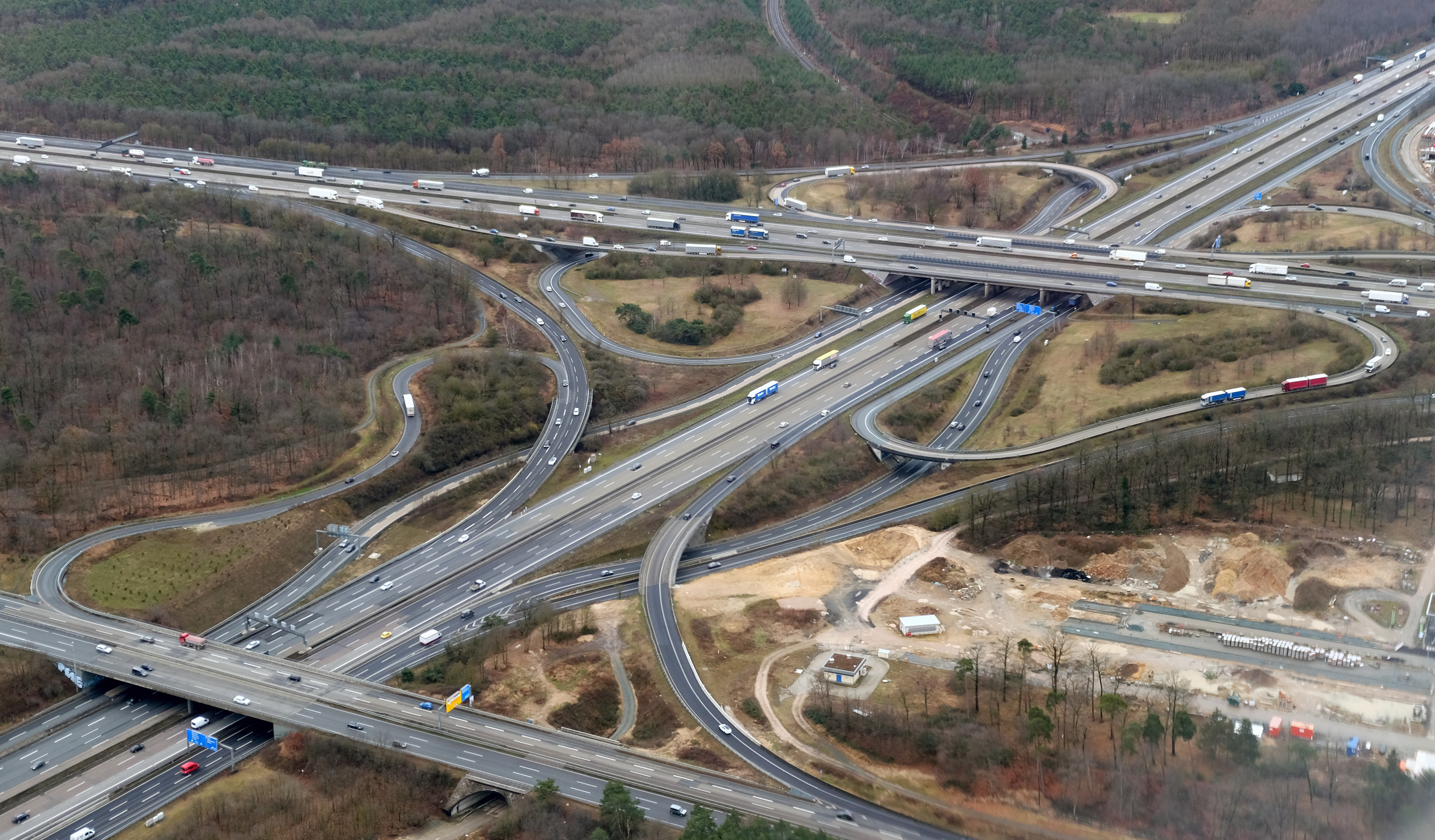
La Bundesautobahn a l'embrancament de Frankfurt